# Aldabra-Zwergbarsch
Der Aldabra-Zwergbarsch (Pseudochromis aldabraensis) kommt in flachen Regionen des nordwestlichen Indischen Ozeans, im Arabischen Meer und dem Golf von Oman bis zu der Küste Pakistans und nach Süden bis zu den Aldabra-Inseln vor. 

## Merkmale
Der Fisch wird acht bis zehn Zentimeter lang. Er ist spitzköpfiger und langgestreckter als die meisten anderen Vertreter der Zwergbarschunterfamilie Pseudochrominae. Seine Grundfärbung ist orange oder hellrot. Ein blauer Längsstrich zieht sich von der Region oberhalb des Auges bis zum Ende der Rückenflosse, ein weiterer vom Maul bis zum Ende des Kiemendeckels. Auch die Kehle ist blau. Die Rückenflosse ist blau gemustert, die Schwanzflosse hat oben und unten blaue Ränder.

## Lebensweise
Der Aldabra-Zwergbarsch lebt sehr versteckt in Löchern und Spalten von Korallenriffen in Tiefen von einem bis 20 Metern und ernährt sich vor allem von Kleinkrebsen. 

## Fortpflanzung
Die Fortpflanzung ist durch Aquarienbeobachtungen gut bekannt. Die Fische laichen in engen Höhlen. Dem Ablaichen geht eine ein bis zwei Stunden dauernde Balz voraus, bei der das Männchen immer wieder rasch auf das Weibchen zuschwimmt, kurz vor ihm plötzlich stoppt, um dann in die ausgesuchte Höhle zu verschwinden. Dies wiederholt sich etwa alle zehn Sekunden. Das Weibchen folgt dem Männchen im Laufe des Paarungsrituals immer weiter in Richtung Höhle, bis es schließlich die Höhle als Brutraum akzeptiert und dem Männchen in die Höhle folgt. Der eigentliche Ablaichvorgang dauert bis zu 50 Minuten und kann, da er in der Enge der Höhle vollzogen wird, nicht beobachtet werden.
Nach der Eiablage verjagt das Männchen das Weibchen. Die Eier haften in einem Eiballen an der Höhlenwand. Ein Gelege umfasst etwa 1000 Eier. Das Männchen pflegt das Gelege, indem es verpilzte Eier entfernt und Frischwasser zufächelt. Die Fischlarven schlüpfen nach etwa fünf Tagen mit einer Länge von 4 mm. Der Brutpflegeinstinkt des Männchens erlischt daraufhin. Eine neue Brut erfolgt nach zehn bis 15 Tagen. Die Jungfische erreichen mit einem Alter von neun bis zwölf Monaten und einer Länge von sechs Zentimetern die Geschlechtsreife.